# Hullenahalli, Belur
Hullenahalli là một làng thuộc tehsil Belur, huyện Hassan, bang Karnataka, Ấn Độ.